# Крістофер Стівенс
Крі́стофер Сті́венс (1 квітня 1960 — 12 вересня 2012) — американський дипломат, правознавець. Надзвичайний і Повноважний Посол США в Лівії.

## Біографія
Народився 1 квітня 1960 року в Північній Каліфорнії США. У 1982 році отримав диплом бакалавра в Каліфорнійського університету Берклі. У 1989 році отримав диплом юриста в Юридичному коледжі Хейстінгсе при Каліфорнійському університеті, а в 2010 — диплом магістра в Національному військовому коледжі.
З 1983 по 1985 р. викладав англійську мову як волонтер Корпусу миру в Марокко. У 2010 році навчався в Національному військовому коледжі. Володів арабською та французькою мовами. Працював юристом-міжнародником в торгівлі у Вашингтоні, округ Колумбія.
З 1991 року на дипломатичні службі США. Працював у посольствах США в Єрусалимі та в Дамаску, в Каїрі та в Ер-Ріяді. У Вашингтоні, працював на посаді директора Управління з питань ядерної безпеки; Співробітник сенатського комітету з міжнародних відносин, спеціальний помічник заступника держсекретаря з політичних питань. Помічником в Бюро з близькосхідних справ.
З 2007 по 2009 рр. працював заступником Посла США в посольстві США в Триполі. Крістофер Стівенс був призначений послом у Лівію 22 травня 2012 року. До цього під час збройного повстання в Лівії з березня по листопад 2011 року він перебував у цій країні як представник президента США Барака Обами з налагодження зв'язків із Перехідною національною радою Лівії. Служив послом США в Лівії з червня по вересень 2012. Попав в облогу в американському консульстві в Бенгазі і загинув під час спроби штурму ісламськими терористами разом з іншими працівниками посольства 12 вересня 2012 року.